# Karakumosa gromovi
Karakumosa gromovi Logunov & Ponomarev, 2020 è un ragno appartenente alla famiglia Lycosidae.

## Etimologia
Il nome proprio è in onore dell'aracnologo tedesco Gromov che raccolse gli esemplari olotipi nel maggio 1994.

## Caratteristiche
Il paratipo maschile ha un cefalotorace lungo 9,50mm, e largo 7,40mm.
Il paratipo femminile ha un cefalotorace lungo 12,0mm, e largo 7,80mm.

## Distribuzione
La specie è stata reperita a 640 mslm ai piedi della catena montuosa dei Dzhetymkalyas, situati 44 Km a sudovest della città di Denov, nel Distretto di Boysun, appartenente alla regione uzbeca di Surxondaryo. Al 2021 non sono noti altri luoghi di rinvenimento.

## Tassonomia
Questa specie ha varie caratteristiche in comune con la K. shmatkoi e con la K. tashkumyr. 
Se ne distingue per:
1. Dente di mezzo dell'apofisi mediana non ha una flangia, un bordo dalla forma peculiare.
2. La lamina trasversale posteriore dell'epigino è a forma di triangolo rovesciato, e le spermateche sono marcatamente allargate anteriormente[1].

Al 2021 non sono note sottospecie e dal 2020 non sono stati esaminati nuovi esemplari.